# 10 Dywizja Polowa Luftwaffe
10 Dywizja Polowa Luftwaffe (niem. 10 Luftwaffe Feld Division) – utworzona na terenie Niemiec w październiku 1942 z Flieger-Regiment 72. W listopadzie 1943 została przemianowana (podobnie jak wszystkie dywizje polowe Luftwaffe) na 10 Feld Division (L) i przydzielona do wojsk lądowych.

## Formowanie i walki
W styczniu 1943 10. Dywizja została przydzielona do 18 Armii działającej w ramach  Grupy Armii Północ i brała udział w walkach pod Leningradem i Oranienbaumem. W styczniu 1944 została rozbita podczas radzieckiej ofensywy leningradzko-nowogrodzkiej i jej resztki wycofały się do Narwy. 3 lutego dywizję rozwiązano, a jej pozostałości zostały wchłonięte przez inne oddziały m.in. 170 Dywizję Piechoty.

## Skład bojowy dywizji (1944)
- 19 polowy pułk strzelców (L) (Jäger-Regiment 19 (L))
- 20 polowy pułk strzelców (L) (Jäger-Regiment 20 (L))
- 10 polowy pułk artylerii (L) (Artillerie-Regiment 10 (L))
- 10 polowa kompania fizylierów (L)
- 10 batalion przeciwpancerny (L)
- 10 polowa kompania inżynieryjna (L)
- 10 polowa kompania łączności (L)
- 10 polowe dywizyjne oddziały zaopatrzeniowe (L)

## Dowódcy dywizji
- Generalmajor Walter Wadehn (od 25 września 1942)
- Generalmajor Hermann von Wedel (od 5 listopada 1943)